# Lê Hoài Thanh
Lê Hoài Thanh (1950 – 21 tháng 4 năm 2021) là sĩ quan cao cấp của Quân đội nhân dân Việt Nam, hàm Thiếu tướng, nguyên Phó Tổng cục trưởng Tổng cục 2.

## Tiểu sử
Lê Hoài Thanh sinh năm 1950 tại phường Lê Lợi, quận Ngô Quyền, thành phố Hải Phòng. Ông nhập ngũ từ tháng 3 năm 1967, trở thành lính trinh sát và Tiểu đội trưởng Tiểu đội trinh sát thuộc Tiểu đoàn 342, Trung đoàn 42, Sư đoàn 350, Quân khu 3. Đến tháng 8 năm 1968, ông được kết nạp vào Đảng Cộng sản Việt Nam và trở thành Trung đội trưởng, trợ lý tham mưu của Tiểu đoàn 2 thuộc Quân khu Sài Gòn – Gia Định. Sau khi trải qua các chức vụ từ Đại đội đến Tiểu đoàn, ông được cử đi học tại Học viện Chính trị Quân sự trong 3 năm (1979 đến 1981) và Học viện Tình báo Xô viết trong 2 năm (1985 - 1986).
Sau khi từ Liên Xô về nước, ông trở thành Cụm trưởng Cụm điệp báo thuộc Đoàn 6, Cục Nghiên cứu (Cục Tình báo – Bộ Quốc phòng). Từ năm 1989 đến năm 1993, ông lần lượt được bổ nhiệm làm Trưởng ban Tham mưu điệp báo và Đoàn phó Đoàn 6. Sau 2 năm đảm nhiệm Phó chỉ huy trưởng Trung tâm 216, tháng 11 năm 1995, Lê Hoài Thanh được bổ nhiệm làm Cục trưởng Cục 16 thuộc Tổng cục Tình báo. Chỉ một năm sau, ông được thăng quân hàm Đại tá. Tháng 11 năm 2000, ông được thăng làm Phó Tổng cục trưởng Tổng cục 2 và đảm nhiệm chức vụ này cho đến khi về hưu vào tháng 7 năm 2011. Sau khi về hưu, ông là Ủy viên Ban chấp hành Hội Hỗ trợ gia đình liệt sĩ Việt Nam. Ngày 21 tháng 4 năm 2021, ông qua đời tại nhà riêng, thọ 71 tuổi.

## Khen thưởng
- Huân chương Quân công hạng Ba;
- Huân chương Chiến công hạng Nhất, Nhì;
- Huân chương Chiến công giải phóng hạng Nhì, Ba;
- Huân chương Kháng chiến chống Mỹ, cứu nước hạng Ba;
- Huân chương Chiến sĩ giải phóng hạng Nhất, Nhì, Ba;
- Huân chương Chiến sĩ vẻ vang hạng Nhất, Nhì, Ba;
- Huân chương Anh dũng Lào hạng Ba;
- Huy chương Quân kỳ Quyết thắng;
- Huy hiệu 50 năm tuổi Đảng.

## Lịch sử thụ phong quân hàm
| Năm thụ phong | –        | 1990   | 2003        |
| ------------- | -------- | ------ | ----------- |
| Cấp bậc       | Trung tá | Đại tá | Thiếu tướng |
|               |          |        |             |